# イー・ソリューション・サービス
株式会社イー・ソリューション・サービスは、かつて日本に存在した大阪市中央区に本社を置く独立系システムインテグレーター。
2006年9月30日にアルプス社に吸収合併され、解散した。
現在、事業は全てアルプス社が継承している。

## 沿革
- 2000年12月：資本金500万円で(有)イー・ソリューション・サービスとして設立
- 2001年5月：資本金を1000万円に増資し、株式会社化
- 2004年3月：IPAの「オープンソフトウェア活用基盤整備事業」の一環として「GRASS、MapServer の多言語対応」をオークニー、大阪市立大学との共同プロジェクトとして実現
- 2006年6月：アルプス社の100%子会社化
- 2006年9月30日：アルプス社に吸収合併、解散。